# 花図鑑 (薬師丸ひろ子のアルバム)
『花図鑑』（はなずかん）は、1986年6月9日に発売された薬師丸ひろ子の3作目のスタジオ・アルバム。発売元は東芝EMI。商品コードは、LP:WTP-90408、CT:ZH28-1688、CD:CA32-1260。

## 背景
『古今集』『夢十話』に続き、このアルバムも漢字3文字シリーズの1枚である。全10曲を収録。ジャケット、歌詞カード、ピンナップの写真は篠山紀信の撮影によるもの。
全曲の歌詞は、本作のプロデューサーを兼ねる作詞家・松本隆による書き下ろし。『花図鑑』というタイトルどおりに、収録曲は全て花に関する内容の歌詞になっている。東芝EMIのディレクター鈴木孝夫によれば、松本がこういうアルバムを作りたいと主導し、アルバムに曲を提供してもらう作家の選定は、松本と薬師丸の二人が相談して決めたという。作曲家はモーツァルト、筒美京平、井上陽水、中田喜直、細野晴臣（順不同）といった顔触れである。クラシックで始まり童謡で終わる、作家たちの売れ線とは違う意欲的な作品で構成されたアルバムとなっている。薬師丸自身の作曲による「紫の花火」も収録されている。
1曲目の「花のささやき」は、モーツァルトの「ピアノ協奏曲第23番第2楽章・アダージョ」の旋律に松本が詞を付けたもの。クラシックの曲に歌詞をつけて歌う例は2020年現在でも多くはない。鈴木ディレクターは、話を聞いた時上手くいくだろうかと思い、最初はスタッフからの抵抗もあったという。しかし松本は、薬師丸なら人間の持つ生々しさを取り払った表現が出来るのではないかと期待し、その通りの結果となった。これは松本がアルバム全曲の歌詞を書くからこそ出来た我がままで、モーツァルトの曲に自分の歌詞を付けるなど、今考えると非常に畏れ多いことをしたと回顧している。田家秀樹はこの曲について「通俗的な喜怒哀楽を浄化したような涼やかな声がクラシック音楽を感じさせない」とコメントしている。
ほかに作曲家の中で目を引く存在として、「夏の思い出」「雪の降るまちを」「めだかの学校」「ちいさい秋みつけた」などの童謡や歌曲で有名なクラシックの作曲家兼ピアニストである中田喜直がいる。中田はこのアルバムに「寒椿、咲いた」と「かぐやの里」の2曲を提供。中田の甥である中田佳彦を知っていた松本が、偶然六本木の蕎麦屋で二人に遭遇し、直接喜直に作曲を依頼した。この2曲は童謡のようでもあり、雅楽のようでもある。アルバムの最後に収められた「かぐやの里」は、日本歌曲のようで、日本画のようでもある淡い繊細な曲となっている。
予約特典として、「ステキな恋の忘れ方」のカップリング曲「不思議よセ・ラ・ヴィ」の『1985.11.28 薬師丸ひろ子 in 国技館 映画「野蛮人のように」完成記念フェスティバル』で披露されたヴァージョンがソノシートとして添付された。
歌手生活30周年を記念したベスト・アルバム『歌物語』には、本作から「100粒の涙」と「紅い花、青い花」の2曲が収録されている。

## リリース
このアルバムと次作『星紀行』との間には、ベスト・アルバム『薬師丸ひろ子 ベスト・コレクション』が1986年12月6日に発売されている。
1997年11月19日に発売元EMIミュージック・ジャパンにより再発売された。
2014年2月5日にユニバーサルミュージック（USMジャパン）により高音質SHM-CDで再発売された。規格品番はTYCN-80017。

## チャート成績
オリコンチャートの最高順位は週間2位（全チャート共通）、LPチャートの登場週数は10週、累計9.4万枚のセールスを記録。CTチャートの登場週数は11週、累計4.7万本。CDチャートの登場週数は11週、累計3.7万枚。LP・CT・CD合算のセールスは17.9万枚となっている。

## 収録曲

### LP / CT
| 全作詞: 松本隆。 |                            |        |                         |                            |      |
| #                | タイトル                   | 作詞   | 作曲                    | 編曲                       | 時間 |
| 1.               | 「花のささやき」           | 松本隆 | Wolfgang Amadeus Mozart | 武部聡志                   | 4:36 |
| 2.               | 「100粒の涙」              | 松本隆 | 筒美京平                | 武部聡志                   | 4:01 |
| 3.               | 「ローズティーはいかが？」 | 松本隆 | 井上陽水                | 松任谷正隆                 | 4:41 |
| 4.               | 「寒椿、咲いた」           | 松本隆 | 中田喜直                | 松任谷正隆                 | 3:34 |
| 5.               | 「紅い花、青い花」         | 松本隆 | 細野晴臣                | 細野晴臣、越美晴、小西康陽 | 4:23 |

| 全作詞: 松本隆。 |                        |        |              |                  |      |
| #                | タイトル               | 作詞   | 作曲         | 編曲             | 時間 |
| 1.               | 「麦わら帽子のアン」   | 松本隆 | 筒美京平     | 武部聡志         | 3:54 |
| 2.               | 「透明なチューリップ」 | 松本隆 | 細野晴臣     | 越美晴、小西康陽 | 4:06 |
| 3.               | 「紫の花火」           | 松本隆 | 薬師丸ひろ子 | 松任谷正隆       | 4:17 |
| 4.               | 「哀しみの種」         | 松本隆 | 井上陽水     | 松任谷正隆       | 4:29 |
| 5.               | 「かぐやの里」         | 松本隆 | 中田喜直     | 松任谷正隆       | 3:20 |

### CD
| 全作詞: 松本隆。 |                            |           |                         |                            |      |
| #                | タイトル                   | 作詞      | 作曲                    | 編曲                       | 時間 |
| 1.               | 「花のささやき」           | 松本隆    | Wolfgang Amadeus Mozart | 武部聡志                   | 4:36 |
| 2.               | 「100粒の涙」              | 松本隆    | 筒美京平                | 武部聡志                   | 4:01 |
| 3.               | 「ローズティーはいかが？」 | 松本隆    | 井上陽水                | 松任谷正隆                 | 4:41 |
| 4.               | 「寒椿、咲いた」           | 松本隆    | 中田喜直                | 松任谷正隆                 | 3:34 |
| 5.               | 「紅い花、青い花」         | 松本隆    | 細野晴臣                | 細野晴臣、越美晴、小西康陽 | 4:23 |
| 6.               | 「麦わら帽子のアン」       | 松本隆    | 筒美京平                | 武部聡志                   | 3:54 |
| 7.               | 「透明なチューリップ」     | 松本隆    | 細野晴臣                | 越美晴、小西康陽           | 4:06 |
| 8.               | 「紫の花火」               | 松本隆    | 薬師丸ひろ子            | 松任谷正隆                 | 4:17 |
| 9.               | 「哀しみの種」             | 松本隆    | 井上陽水                | 松任谷正隆                 | 4:29 |
| 10.              | 「かぐやの里」             | 松本隆    | 中田喜直                | 松任谷正隆                 | 3:20 |
| 合計時間:        | 合計時間:                  | 合計時間: | 合計時間:               | 41:21                      |      |